# أكسل لارسون
أكسل لارسون هو مصارع هاوي سويدي، ولد في 19 يونيو 1901 في Mölndal ‏ في السويد، وتوفي في 26 أبريل 1984.

## وصلات خارجية
- أكسل لارسون على موقع أوليمبيديا (الإنجليزية)
- أكسل لارسون على موقع اللجنة الأولمبية السويدية (السويدية)